# Municipio de Agency (Misuri)
El municipio de Agency (en inglés: Agency Township) es un municipio ubicado en el condado de Buchanan en el estado estadounidense de Misuri. En el año 2010 tenía una población de 1213 habitantes y una densidad poblacional de 28,28 personas por km².

## Geografía
El municipio de Agency se encuentra ubicado en las coordenadas 39°40′3″N 94°44′31″O / 39.66750, -94.74194. Según la Oficina del Censo de los Estados Unidos, el municipio tiene una superficie total de 42.89 km², de la cual 41,81 km² corresponden a tierra firme y (2,52 %) 1,08 km² es agua.

## Demografía
Según el censo de 2010, había 1213 personas residiendo en el municipio de Agency. La densidad de población era de 28,28 hab./km². De los 1213 habitantes, el municipio de Agency estaba compuesto por el 96,87 % blancos, el 0,16 % eran afroamericanos, el 0,08 % eran amerindios, el 0,91 % eran asiáticos, el 1,07 % eran de otras razas y el 0,91 % eran de una mezcla de razas. Del total de la población el 2,23 % eran hispanos o latinos de cualquier raza.